# İzmir (provinca)
Provinca İzmir je provinca, ki se nahaja v zahodni Anatoliji v Turčiji ob Egejskem morju. Okoliške province so Balıkesir na severu, Manisa na vzhodu in Aydın na jugu. Središče province je mesto İzmir.
Glavne reke v provinci so: Küçük Menderes Nehri, Koca Çay in Bakır Çay.

## Zgodovina
Pokrajino so najprej naselili Jonski Grki v 11. stoletju pr. n. št. Ustanovili so mesto Smirna (danes İzmir). Kasneje so območje zavzeli Perzijci, nato spet Grki, potem pa Rimljani. Po razpadu Rimskega imperija je pokrajina postala del Bizantinskega imperija, potem pa so jo v u zavzeli Otomanski Turki. Po I. svetovni vojni je pokrajino dobila Grčija, vendar so jo sile, ki jih je vodil Mustafa Kemal Atatürk priključile Turčiji v vojni za neodvisnost. Takrat je prišlo tudi do velikih pokolov na obeh straneh, in kot rezultat so ob mirovni vsi neturški in nemuslimanski prebivalci zapustili pokrajino.

## Okrožja
| - Aliağa - Balçova - Bayındır - Bayraklı - Bergama - Beydağ - Bornova - Buca - Çeşme - Çiğli - Dikili - Foça - Gaziemir - Güzelbahçe - Karabağlar - Karaburun - Karşıyaka - Kemalpaşa - Kınık - Kiraz - Konak - Menderes - Menemen - Narlidere - Ödemiş - Seferihisar - Selçuk - Tire - Torbalı - Urla |

Koordinati:   38°29′04″N, 27°08′26″E